# فاطمة البقالي
فاطمة سعيد البقالي (1393- 1445 هـ / 1974- 2024 م) خطَّاطة إماراتية، متخصِّصة بالزخرفة الإسلامية والخطوط العربية، تُعَدُّ أولَ خطَّاطة خليجية تحصُل على إجازات في الخطوط (الثلث والنسخ والديواني والديواني الجلي) من تركيا. وهي عضو في جمعية الإمارات للفنون التشكيلية.

## ولادتها وتحصيلها
وُلدت فاطمة بنت سعيد البقالي في دبي بالإمارات العربية المتحدة، يوم الثلاثاء 8 ذي الحِجَّة عام 1393هـ الموافق الأول من يناير (كانون الثاني) عام 1974م.
بدأ شغفُها بالخطِّ العربي منذ مرحلة الدراسة الابتدائية، وقد أُوتيَت موهبةً فنية في الخطِّ والزخرفة فصقلَتها بالدراسة، ومنحَتها جُلَّ وقتها بالبحث والمتابعة والتدريب، وحصدَت ثمار هذا التعب والاهتمام تميُّزًا وإبداعًا وتألقًا. فقد عكفَت على دراسة فنِّ الخط العربي من عام 1994 إلى 1998 في معهد الخطِّ العربي والفن الإسلامي، وحصلت على شهادته بدرجة امتياز، ثم تدرَّبت في مركز الشارقة لفنِّ الخطِّ العربي والزخرفة التابع لدائرة الثقافة والإعلام بالشارقة، حتى عام 2001. وكانت بدايتها بتعلُّم أنواع الخطوط العربية وفق المدرسة العربية، وبأسلوب الخطَّاط العراقي الشهير هاشم البغدادي، مثل خطِّ الرُّقعة والنسخ والدِّيواني والدِّيواني الجَلِيّ والنستعليق. ثم واصلت تعلُّم فنَّ الخطِّ العربي من 2002 إلى 2005 على يد الخطَّاط العراقي الدكتور صلاح الدين شيرزاد، في الخطِّ الكوفي والثُّلث والزخرفة الإسلامية.
ثم التحقت بدورات لتعليم الخطِّ العربي في إستانبول بتركيا، على يد الشيخ حسن جلبي، والأستاذ داود بكتاش ما بين 2005 و 2009، وتلقَّت دروسًا في أنواع أُخرى من الخطوط كخطِّ التعليق وَفقَ الأسلوب التركي على الشيخ حسن جلبي. وحضرت هناك دورات في تركيا لتعليم فنِّ التذهيب لدى المُذهِّبة صائمة حسن جلبي ما بين 2005 و 2007. وكانت فكرة التحاق البقالي بالدورات الخارجية بتوجيه من الشيخ سلطان بن محمد القاسمي حاكم إمارة الشارقة، الذي أمر بإرسال مواهب فنِّ الخطِّ العربي إلى تركيا.
وقد حصلت على الإجازة الأولى في خطَّي الثُّلُث والنَّسْخ من الخطَّاطِين الشيخ حسن جلبي، وداود بكتاش، وفرهاد قورلو، وآيتن ترياقي، عام 2008. وحصلت على الإجازة الثانية في خطَّي الديواني والديواني الجَلِيّ من الخطَّاط الشيخ حسن جلبي، عام 2010، بإشراف من مركز إرسيكا (مركز أبحاث إسطنبول للثقافة والفنون الإسلامية). وتُوّج إنجازها بحفل رسمي كبير أُقيم في يونيو عام 2010 في تركيا، بحضور رئيس الوزراء التركي يومئذ رجب طيِّب أردوغان، وزوجته أمينة أردوغان التي سلَّمتها الإجازة بيدها.
وهي بهذا أول خطَّاطة إماراتية وخليجية تحصُل على إجازات في الخطِّ العربي من تركيا. وأول إماراتية وخليجية تزاولُ مهنة تدريس الخطِّ العربي باعتراف رسمي.

## عملها ومشاركاتها
بدأت عملها بعرض لوحاتها من الخطِّ العربي في أحد محالِّ الأدوات الفنية في مركز تجاري بدبي، وكانت تبيعها بمبالغَ زهيدة؛ رغبةً في تعريف الناس بفنِّ الخطِّ العربي وترويجه. وقد كرَّمها الشيخ الدكتور سلطان بن محمد القاسمي حاكم الشارقة، بأن خصَّص لها مَرسَمًا في بيوت الخطَّاطين عند إنشاء ساحة الخطِّ العربي في الشارقة، فأسهم ذلك في دعم تجرِبتها في عالم الخطِّ وانطلاقها نحو إقامة معارضَ خاصَّة ومشتركة.
واستمرَّ إبداعُها في هذا الحقل ومشاركاتها في معارض الخطِّ والفنون إماراتيًّا وعربيًّا وعالميًّا، وفازت ببعض الجوائز في المسابقات المحلِّية والدَّولية، وكُرِّمت في عدد من المحافل. وكان لها جهود كبيرة في دعم المواهب ومدِّ يد العون والتوجيه لها. ومن المعارض التي شاركت فيها: معرِض "الديواني الجَلي" الذي أقامه مركز دبي لفنِّ الخطِّ العربي، في شهر يناير (كانون الثاني) عام 2016، بالاشتراك مع أربعة خطاطين هم أستاذها حسن جلبي، وصاواش جويك، وسيد أحمد دبلر، ووسام شوكت. ومعرِض "الوطن والشهيد" الذي أقامه مركز دبي نفسه مع مؤسسة سلطان بن علي العويس الثقافية، في شهر نوفمبر 2016، بالاشتراك مع الخطاط حسام خورشيد. ومعرِض الخطِّ العربي المعاصر "حروف ودلالات" في مدينة ماينز بألمانيا عام 2002، ومهرجان الفنون العربية في الصين عام 2006، ومعرِض فنِّ الخطِّ في تركيا، ومعرِض فني برعاية وِزارة الثقافة وسِفارة دولة الإمارات العربية المتحدة بولاية واشنطن في أمريكا عام 2007، ومعرِض "نساء خطَّاطات على مستوى العالم" في إستانبول، شهر يونيو 2010.
وعملت في منصب (تنفيذي مشاريع) في مركز دبي لفنِّ الخطِّ العربي، من 2008 إلى 2018، فأسهمت في تنظيم معارض الخطِّ في الإمارات، وعملت منسِّقةً لمعرِض دبي الدَّولي لفنِّ الخطِّ العربي. وانضمَّت إلى عضوية جمعية الإمارات للفنون التشكيلية. وجعلت شعارها في (إنستغرام): "فنُّ الخطِّ العربي هو منظومةُ علم وفنٍّ وإرث، يرمز لهُويَّتنا العربية الإسلامية الأصيلة، ولحضارتنا العريقة". وذكرت أنها تختار النصوص التي تخطها من القرآن الكريم، والأحاديث النبوية الشريفة، والحِكَم، والأقوال العربية والعالمية ذات المعنى البليغ، إضافة إلى الشعر العربي، تختار النص بعينها وإحساسها لتخطَّه بيدها، مؤكدة بفعلها مقولة الفيلسوف اليوناني إقليدس: "الخطُّ هندسة روحانية ظهرت بآلة جسمانية".
وذكرت البقالي أن مراحل تنفيذها لوحاتها الخطِّية تبدأ باختيار النص، ثم التصميم الأوَّلي لعدَّة نماذج بقلم الرصاص، ثم اختيار التصميم الأجمل منها، ثم القالب، وأخيرًا يأتي التنفيذ على الورقة النهائية التي ستكون اللوحة الخطِّية، وغالبًا ما تكون من الورق الطبيعي المعالج يدويًّا بموادَّ طبيعية، أو على ورق جيِّد يُلوَّن بالشاي ويعالج. وتستخدم في الكتابة قلم البوص أو الخيزران أو الجاوي أو القلم المَعدِني، والمِداد التقليدي المصنوع من موادَّ طبيعية، إضافة إلى حِبر من الذهب الحقيقي بعد معالجته. وأشارت إلى أن لكل خطَّاط ثقافةً خطِّية فنية، ورؤية عمل يعمل وَفقها، حتى يستطيعَ أن يبدعَ في اللوحة ويقدِّم أسلوبًا وفكرًا جديدًا؛ لأن الإحاطة بالخطِّ وأسراره ومغازيه باعتباره من الفنون الجميلة هو دليلُ علوٍّ ثقافي وسموٍّ أدبي وتفوُّق تاريخي. وبيَّنت أن أبرز الصفات التي يكتسبُها الخطَّاط من فنون الخطِّ والزخرفة الإسلامية يأتي في مقدِّمتها الصبر والهدوء والتأنِّي، إضافة إلى التأمُّل والتفكُّر بعُمق. وكلَّما تعمَّق الخطَّاطُ في هذا الفن، اتسعَت مساحة الصبر عنده، ورؤية جوهر الأشياء بعيدًا عن بريق ظاهرها.

## جوائزها وتكريمها
كُرِّمت في عدد من المناسبات، وحصلت على عدد من الجوائز، منها:
- جائزة المركز الأول في مسابقة الخطِّ العربي لمركز الإبداع الحديث، عام 2001.
- جائزة العويس لأفضل عمل فني للشباب في الخطِّ العربي،[4] في أربع دورات أعوام 2002 و 2003 و 2005 و 2008.
- جائزة المركز الأول بمسابقة الخطِّ العربي في جائزة المرأة الإماراتية للفنون والآداب، عام 2004.[15]
- الجائزة الرمزية لخط الديواني، في المسابقة الدَّولية السابعة باسم الخطَّاط هاشم البغدادي في تركيا.[8]
- كرَّمها مُلتقى القاهرة الدَّولي لفنِّ الخطِّ العربي في نسخته السادسة (نسخة الخطَّاط يوسف أحمد) عام 2021.[16]

## قالوا عنها
- وصفتها زميلتها الخطاطة مريم البلوشي بقولها: «لم تكن لقاءاتي بفاطمة كثيرة، ولكنني أعرفها منذ زمن، حين بدأت الخط، وقد سبقتني إليه ببضعة أعوام. كانت دقيقة في عملها، حريصة على الإتقان، وقلة الحديث، إلا أنني عرفت يقينًا مدى صرامتها فيما يتعلَّق بالخطِّ وأهله. كانت مقلَّة في الظهور، وأُدرك أن كثيرين لا يعرفونها إلا في الوسط القريب للخطِّ العربي، قالت لي مرَّة: يجب أن نفعل الخير، ومن الخير أن نُعلِّم الخطَّ العربي ليبقى ويستمر».[17]
- وكتب عنها الأستاذ إبراهيم الهاشمي قائلًا: «فاطمة سعيد البقالي كان حضورها مميزًا، لا تشارك إلا إذا كانت مستعدَّة تمامًا، وعلى ثقة بأن ما تقدِّمه أفضلُ مما كانت تقدِّمه في أعمال سابقة. وآلت على نفسها ألا تتوقفَ عند حدٍّ معيَّن من الشغف بفنون الخطِّ العربي. كانت تنتقل من تميُّز إلى تميُّز أكبرَ بمشاركاتها وحضورها، وكانت في كلِّ حالاتها الأختَ الكريمة الهادئة في تعاملها مع الجميع، تتعامل بصدق وهدوء وشفافية».[5]
- وتحدَّث عن إبداعها الكاتب محمد حسين فقال: «اتسمت أعمالُ الخطَّاطة والفنَّانة المبدعة فاطمة سعيد البقالي بقدر كبير من التناغم والدقة، وكانت تعتمد فيها على التقاء الذِّكر الروحي مع فنِّ الخطِّ العربي، وامتازت بروح وحسٍّ عالٍ، مستلهمة ذلك الحسَّ الرفيع من المعاني السامية لكلمات الذِّكر الحكيم في القرآن الكريم. وقد شاركت في العديد من المعارض والمحافل الدَّولية الفنية، وكانت خيرَ ممثِّل لوطنها الأمِّ الإمارات بلمستها الفنية المميَّزة».[3]

## وفاتها
توفيت فاطمة سعيد البقالي يوم الأربعاء 17 رمضان 1445هـ الموافق 27 من مارس (آذار) 2024م.

## الملاحظات
1. ↑  ورد اسمها في بعض المراجع: صايمة رقت جلبي.